# Muirisc
Muirisc, Muireasc o Muireasg (tra 600 a.C. e 500 d.C.), è stata una donna leggendaria, forse realmente esistita, che governava un territorio chiamato Mag Muirisce (in seguito Baronia di Murrisk) in quella che oggi è la Contea di Mayo.

## Biografia
Ciò che poco si sa su Muirisc può essere ricondotto a due brevi riferimenti poetici medievali.
Muirisc fu guidata da suo padre, Úgaine Mor (alias Hugony the Great), il sessantaseiesimo re d'Irlanda che avrebbe diviso il paese in venticinque quote, una per ciascuno dei suoi figli. Tra i suoi fratelli c'erano Lóegaire Lorc (che governava Life), Cobthach Cóel Breg (che governava Brega) e una sorella di nome Lathar.
Muirisc mise la sua roccaforte vicino a Clew Bay all'ombra di Cruachan Aigli (Conical Mountain), ora noto come Croagh Patrick .. Era conosciuta come una capitana di mare e una guerriera che "governava i suoi robusti marinai e grandi uomini" ed era famosa per essere tanto "audace" e "coraggiosa" quanto era bella.

## Lasso di tempo
Le stime rispetto a quando Muirisc (così come suo padre) potrebbe aver vissuto la collocano in un arco temporale di 1.100 anni, che va da 600 a.C. al circa 500 d.C..